# Bahnhof Schwanheide
Der Bahnhof Schwanheide war während der deutschen Teilung ein Grenzbahnhof im Verlauf der Bahnstrecke Berlin–Hamburg auf der Seite der Deutschen Demokratischen Republik im mecklenburgischen Ort Schwanheide. Mit dem Ausbau der Bahnstrecke Berlin–Hamburg im Rahmen der Verkehrsprojekte Deutsche Einheit wurde der vormalige Bahnhof zum Haltepunkt.

## Geschichte
Die Haltestelle Schwanheide wurde am 1. Dezember 1886 eröffnet. Ursprünglich diente die Station ausschließlich dem Personenverkehr. Ab dem 1. Mai 1908 wurde der Bahnhof auch für den Güterverkehr genutzt und war mit einer Laderampe ausgerüstet.
Nach Ende des Zweiten Weltkriegs wurde die Bahnstrecke Berlin–Hamburg zwischen Schwanheide und Büchen durch die innerdeutsche Grenze geteilt. Auf östlicher Seite wurde eines der beiden Streckengleise zwischen Berlin und Schwanheide als Reparation abgebaut; auch auf westdeutscher Seite entfernte man das zweite Streckengleis zwischen dem damaligen Grenzbahnhof Büchen und Schwarzenbek.
Der Verkehr im Bereich der Demarkationslinie war zunächst komplett unterbrochen, zumal auch die Brücken über den Elbe-Lübeck-Kanal bei Büchen zerstört waren. Im Sommer 1946 wurde die Brücke wiederhergestellt, der Güterverkehr wurde jedoch erst am 27. August 1947 wieder aufgenommen. Zunächst war bei den Verhandlungen auch ein Reisezugpaar vorgesehen, das jedoch nicht eingeführt wurde. Vorerst verkehrten pro Tag und Richtung drei Durchgangsgüterzüge und eine Übergabe zwischen Büchen und Schwanheide sowie bedarfsweise ein Nahgüterzug nach Boizenburg. Im Herbst des gleichen Jahres wurden zusätzliche Güterzüge vereinbart. Während der Berlin-Blockade 1948 nahm der Verkehr deutlich ab, kam jedoch nicht ganz zum Erliegen. Am 10. September 1949 wurde der Reisezugverkehr wieder aufgenommen, zunächst mit einem dampflokbespannten Zugpaar und einem Schnelltriebwagen Bauart Köln, der aber auch wegen der Ähnlichkeit als „Fliegender Hamburger“ bezeichnet wurde.
Nachdem 1952 der grenzüberschreitende Zugverkehr zwischen Herrnburg und Lübeck eingestellt worden war (Bahnstrecke Bad Kleinen–Lübeck, Wiederaufnahme 1960), verkehrten 1953 zehn Regel- und drei Bedarfsgüterzüge Richtung Westen sowie fünf Regel- und drei Bedarfsgüterzüge in Gegenrichtung. Im Jahre 1953 wurde am Bahnsteig 1 eine Baracke zur Transitabfertigung aufgestellt und ein zweites Gleis und ein Mittelbahnsteig eingerichtet; später folgten Gleis 3 und 4.
Ab 1965 wurden auch Güterzüge im Transitverkehr von und nach West-Berlin über Schwanheide geführt. Die Gleiskapazitäten reichten jedoch nicht aus, um Reise- und Güterzüge dort zu kontrollieren. Deshalb wurden Güterzüge im 18 Kilometer von der Grenze entfernten Bahnhof Kuhlenfeld abgefertigt. Vor Abfahrt eines Güterzuges an der Wagengrenzstelle Kuhlenfeld musste sichergestellt werden, dass der Zug Boizenburg ohne Halt passieren und Schwanheide ihn aufnehmen konnte. Unterwegshalte führten zu einer nochmaligen Kontrolle in Schwanheide, was zu Verspätungen im sonstigen Zugverkehr führte.

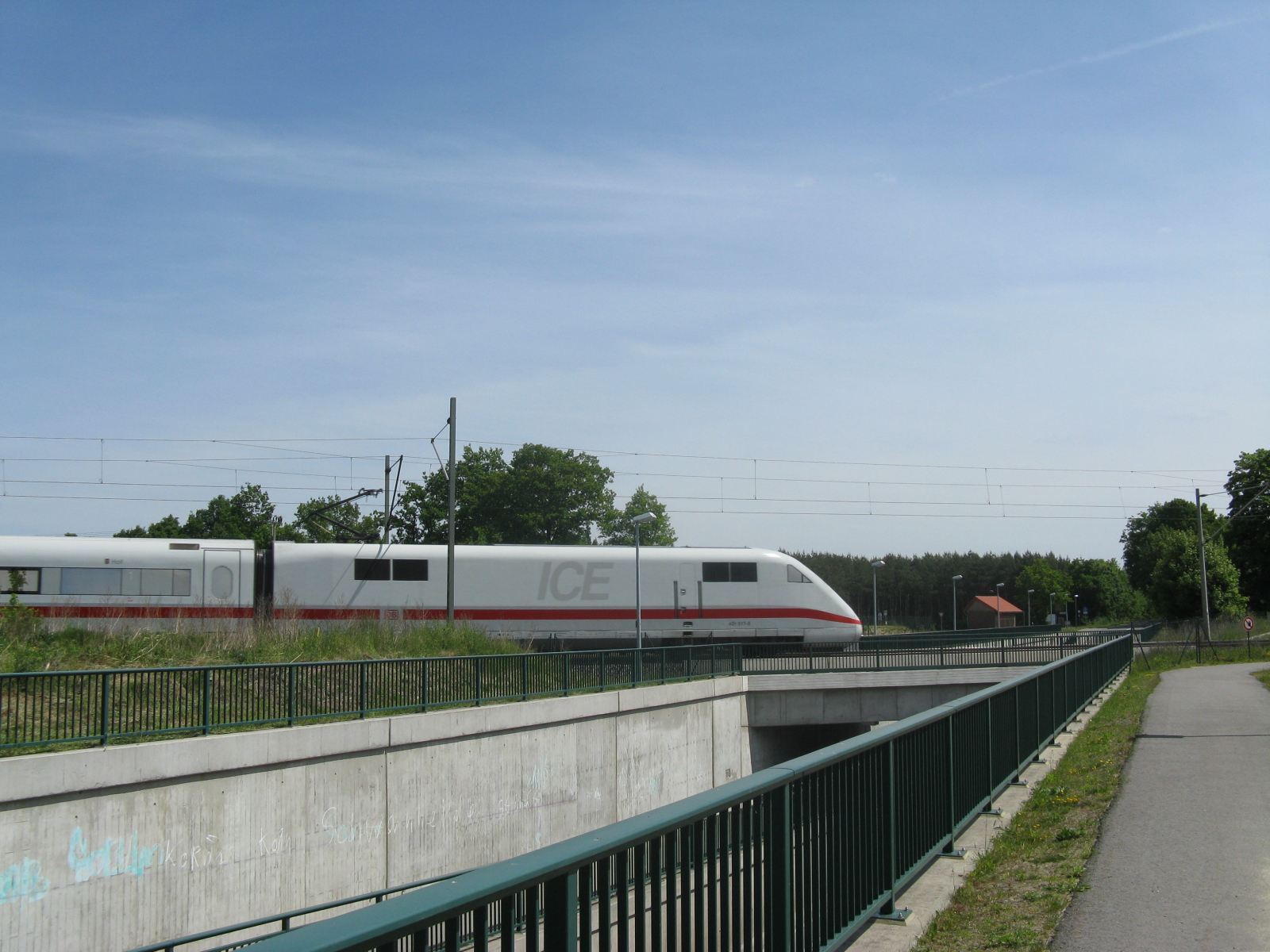
ICE-Durchfahrt am Bahnhof Schwanheide (2008)

Anfang der 1980er Jahre wurde auf der südlichen Bahnhofseite ein neues Abfertigungsgebäude errichtet. Nach der politischen Wende hielten Fernzüge ab dem 30. September 1990 nicht mehr in Schwanheide. Mit dem Ausbau der Strecke im Rahmen des Verkehrsprojekts Deutsche Einheit 2 wurde der Streckenabschnitt Hagenow Land – Büchen über Schwanheide im Jahr 1996 elektrifiziert, die Gleisführung auf zwei Durchgangsgleise reduziert und der Bahnhof somit zum Haltepunkt. Im Zuge eines weiteren Streckenausbaus auf eine Höchstgeschwindigkeit von 230 km/h wurde 2004/2005 der Bahnübergang direkt westlich des Bahnhofs durch eine Unterführung ersetzt.

## Bahn- und Grenzkontrolleinrichtungen
Wer mit den Zügen des DDR-Binnenverkehrs nach Schwanheide reiste, benötigte einen Passierschein oder einen Reisepass für die Weiterreise in die Bundesrepublik. Bahnbedienstete hatten ihre Passierscheine während des Arbeitsaufenthaltes am Bahnhof gegen besondere Ausweise zu tauschen, so dass die Passkontrolleinheit einen Überblick über die anwesenden Personen hatte. Züge in Richtung Schwanheide wurden bereits ab dem Bahnhof Hagenow Land von der Transportpolizei kontrolliert. So wurden auch Reisende in die außerhalb des Grenzsperrbereiches gelegene Stadt Boizenburg über die Gründe einer Reise dorthin befragt.

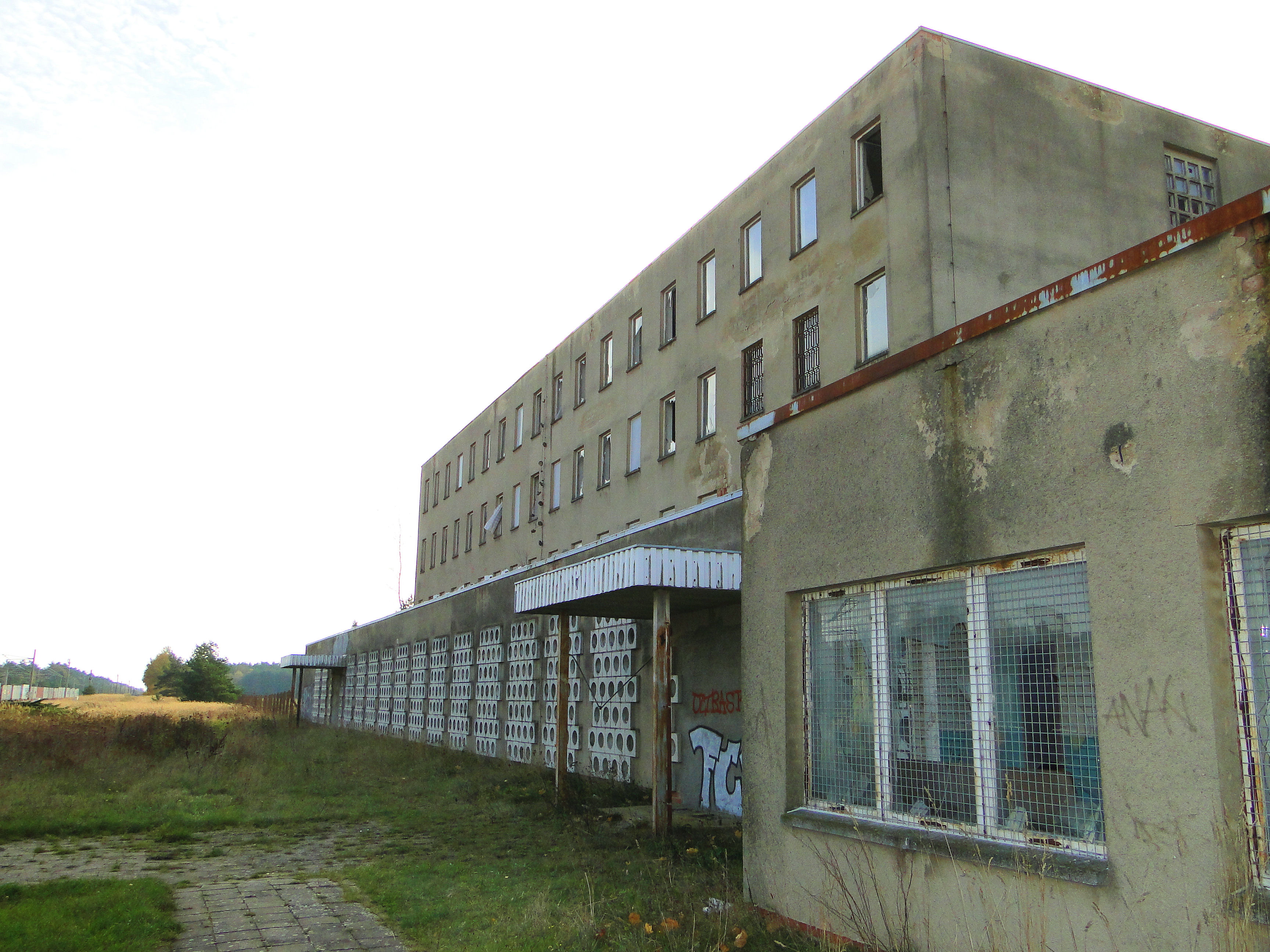
Verlassenes Grenzabfertigungsgebäude (2013)

Der Bahnhof selbst war in den 1980er Jahren mit fünf Gleisen ausgestattet. Gleis 1 lag dabei am Gebäude der Grenzabfertigung und Mitropa, die Gleise 2 und 3 lagen an einem Mittelbahnsteig, Gleis 4 und ein verkürzter fünfter Bahnsteig lagen am Empfangsgebäude auf der nördlichen Seite, in dem auch das mechanische Stellwerk B 2 saß. Ein zweites mechanisches Stellwerk W 1 befand sich am Ostende des Bahnhofs. An beiden Seiten des Bahnhofs waren die Gleise von Postenbrücken überspannt, von denen Grenztruppen ein- und ausfahrende Züge beobachteten. Auf dem Mittelbahnsteig befand sich die Aufsicht.
Das Bahnhofsgelände war bis auf die Gleiseinfahrten eingezäunt und in der Nacht taghell erleuchtet. Für in Schwanheide endende Züge war das von Gleis 3 abzweigende Gleis vorgesehen. 
Eine Durchfahrt ohne Halt oder das Folgen eines zweiten Zuges auf einen bereits in Richtung Grenze fahrenden wurde durch technische Schutzeinrichtungen, wie etwa im Schotterbett endende Weichenabzweigungen, unmöglich gemacht. Neben Pass- und Gepäckkontrollen waren scharfe Hunde gegen Flüchtlinge im Einsatz. Zugmeldungen des Bahnpersonals nach Büchen wurden aufgezeichnet und konnten durch die Sicherheitsorgane geprüft und ausgewertet werden. Befanden sich an einem einfahrenden Güterzug aus Büchen Schmierereien, wie etwa Hakenkreuze oder DDR-feindliche Parolen, so wurden diese in Schwanheide gegebenenfalls entfernt oder überstrichen.

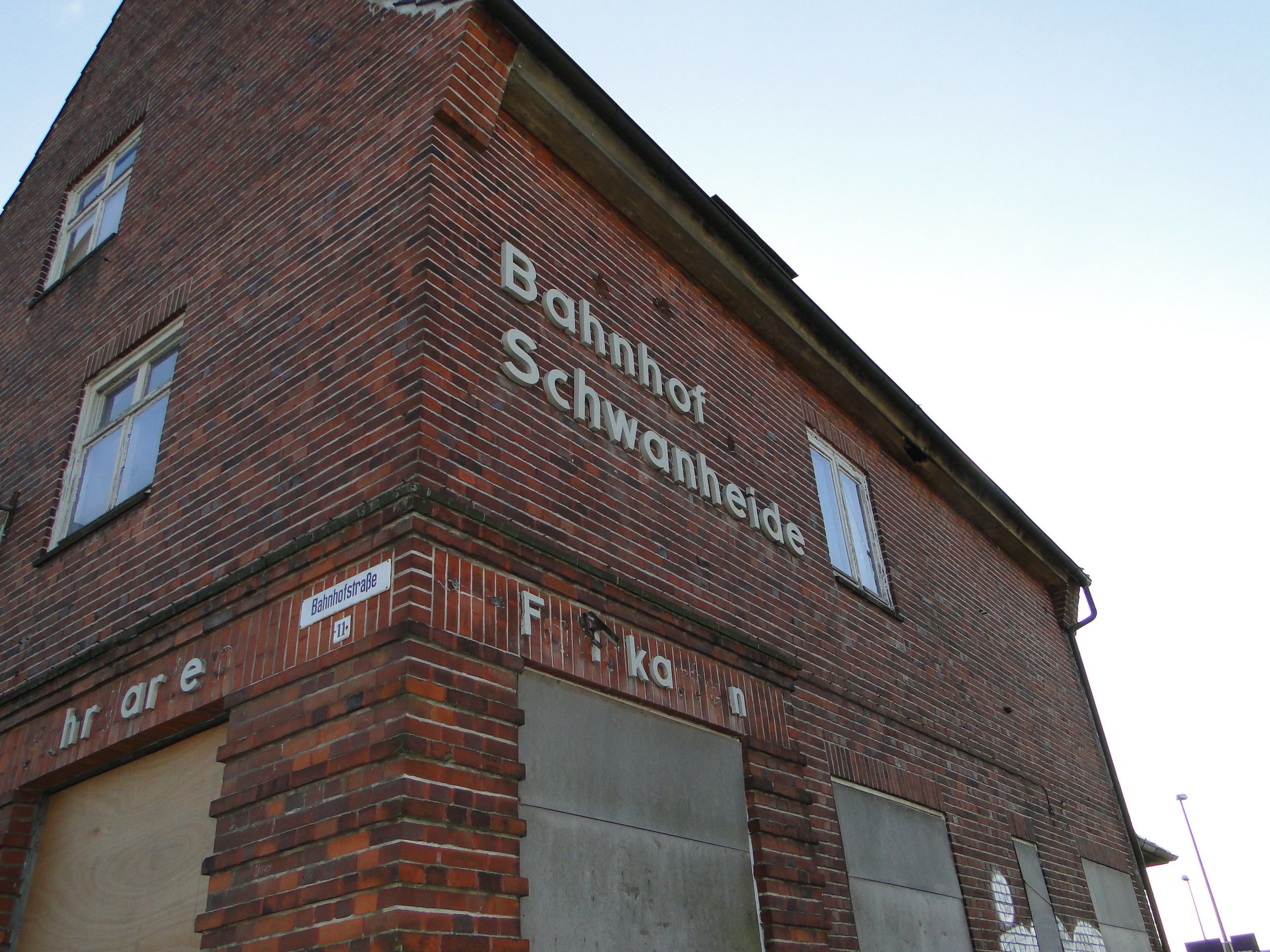
Verbretterte Fenster und Türen am früheren Empfangsgebäude (2010)

## Heutige Situation
In Schwanheide halten lediglich Züge der Regionalexpress-Linie RE 1 Hamburg–Schwerin–Rostock. Die Bahnstrecke ist für Geschwindigkeiten bis zu 230 km/h ausgebaut. Fernzüge passieren den Haltepunkt mit hoher Geschwindigkeit, weshalb die Bahnsteige durch Absperrgitter sowie Warnhinweisen gesichert sind. Das Grenzabfertigungsgebäude steht leer und ist dem Vandalismus ausgesetzt. Im Jahr 2012 wurde das ebenfalls leerstehende Empfangsgebäude auf der Nordseite abgerissen.
| Linie | Strecke                                                                                        | Takt                            |
| ----- | ---------------------------------------------------------------------------------------------- | ------------------------------- |
| RE 1  | Hamburg – Büchen – Schwanheide – Hagenow Land – Schwerin – Bad Kleinen – Blankenberg – Rostock | Zweistundentakt mit Verstärkern |